# هایترزباخ
شهر هایترزباخدر ایالت بادن-وورتمبرگ در کشور آلمان واقع شده‌است.